# Laguna (Volk)
Die Laguna sind ein indigenes nordamerikanisches Volk, das zur Pueblo-Kultur gehört. Sie sprechen Keres, das noch keiner Sprachfamilie zugeordnet wurde. Das 1699 gegründete Laguna ist der jüngste aller Pueblos in New Mexico. Der Name ist die spanische Bezeichnung für See. Der Keres-Eigenname lautet Kawaik, dessen Bedeutung unbekannt ist.

## Geschichte
Der Laguna-Pueblo liegt im Südwesten der USA, etwa fünfundsiebzig Kilometer westlich der Stadt Albuquerque in New Mexico. Er wurde von Rebellen aus Cochiti und Santo Domingo nach dem Pueblo-Aufstand von 1680 gegründet, die Diego de Vargas’ Angriff 1694 auf ihre Festung in La Cieneguilla überlebt hatten. Später stießen noch Mitglieder anderer Pueblos zu ihnen; die Klans in Laguna führen ihre Herkunft auf die Acoma, Zuñi, San Felipe, Zia, Oraibi, Sandia und Jemez zurück.
Der spanische Gouverneur der Provinz Santa Fe de Nuevo México , Pedro Rodríguez Cubero, besuchte den Pueblo im Gründungsjahr und nannte ihn San Jose de la Laguna. Unter der Leitung des Mönchs Bruder Miranda baute man 1706 im Dorf eine Mission.
Im Jahr 1870 wurde in Laguna das Presbyterianertum von zwei Amerikanern verbreitet, die Lagunafrauen geheiratet hatten. Das führte zu Konflikten zwischen Anhängern der alten und Konvertierten der neuen Religion. 1875 wurde eine presbyterianische Mission errichtet, und deren Anhänger erreichten die Wahl eines Außenseiters zum Oberhaupt des Pueblos. Aus Protest schlossen die Konservativen ihre Kivas, packten ihre religiösen Utensilien und verließen den Pueblo; die meisten von ihnen gingen nach Isleta und gründeten dort die Kolonie Oraibi. Einige zogen auch nach Mesita. Dieser Exodus ließ Laguna ohne religiöse Führung zurück.

## Lebensweise und Kultur
Die Stammesführung in Laguna gilt als progressiv; die beträchtlichen Zahlungen für Uran-Schürfrechte werden in Schulprogramme und lokale Arbeitsbeschaffungsprogramme für die Bevölkerung investiert. Die meisten Laguna nehmen aktiv an Stammeswahlen teil; wer außerhalb des Pueblos wohnt, nutzt die Briefwahl.
Die meisten Bewohner Lagunas bestreiten ihren Lebensunterhalt mit Lohnarbeit, eine kleine Anzahl betreibt etwas Feldanbau und Viehzucht.
Einige der in Laguna hergestellten kunsthandwerklichen Waren ähneln den Erzeugnissen anderer Pueblos, da die Menschen von verschiedener Herkunft sind. Töpferarbeiten sind von Acoma-Ware kaum zu unterscheiden, geflochtene Yucca-Körbe sind denen aus Jemez ähnlich, während Kachina-Puppen denen aus Zuni gleichen. Heute werden bis auf Perlenstickerei in Laguna nur noch wenige Handarbeiten hergestellt.
Die Bevölkerung Lagunas, die sich früher auf das Dorf Laguna konzentrierte, verteilt sich heute auf sieben nahegelegene Dörfer: Paguate, Encinal, Paraje, New Laguna, Mesita, Casa Blanca und Seama. Die letztgenannte Gemeinde hat drei Vororte mit den kurios klingenden Namen Harrisburg, Philadelphia und New York. Im ausgehenden 20. Jahrhundert gab es etwa 6.760, davon 5.725 ständige Bewohner in dem circa 1.666 km² großen Reservat.

## Bekannte Angehörige
- Paula Gunn Allen (1939–2008), Schriftstellerin
- Leslie Marmon Silko (* 1948), Schriftstellerin
- Deb Haaland (* 1960), US-Innenministerin[1]